# Lustrochernes schultzei
Lustrochernes schultzei är en spindeldjursart som beskrevs av Beier 1933. Lustrochernes schultzei ingår i släktet Lustrochernes och familjen blindklokrypare. Inga underarter finns listade i Catalogue of Life.